# Чусовская (станция)
Чусовска́я — станция Пермского региона Свердловской железной дороги. Находится в городе Чусовом.
Крупный железнодорожный узел. Располагается на стыке участка Пермь — Нижний Тагил Горноуральского хода и тупикового ответвления железной дороги в Соликамск. Развито пассажирское и пригородное сообщение со станциями Пермь-II, Соликамск, Губаха-Пассажирская, Углеуральская, Кизел, Тёплая Гора, Кын, Дружинино, Калино, Комарихинская, Нижний Тагил. Через Чусовскую транзитом следуют пассажирские поезда: 84Е/84М Приобье — Серов — Москва, 49/50 Екатеринбург — Нижний Тагил — Москва, 603/604 Екатеринбург — Соликамск.

## История
1874 год. Начато строительство Чусовского железнодорожного узла первой на Урале Горнозаводской железной дороги от Перми до Екатеринбурга.
1895-1905 годы начальником станции Чусовая (Чусовская) являлся Догадов Евгений Иванович. Он был репрессирован и расстрелян в 1937 году.
В 2002 году построено новое здание вокзала. В 2006 году вокзал станции Чусовская оснастили аппаратурой видеонаблюдения.
2 августа 2021 года открылся железнодорожный вокзал после реконструкции.

## Дальнее сообщение

### Круглогодичное движение поездов
| № поезда           | Маршрут движения         | № поезда           | Маршрут движения         |
| ------------------ | ------------------------ | ------------------ | ------------------------ |
| 11 «Ямал»          | Новый Уренгой — Москва   | 12 «Ямал»          | Москва — Новый Уренгой   |
| 83 «Северный Урал» | Приобье — Москва         | 84 «Северный Урал» | Москва — Приобье         |
| 603                | Екатеринбург — Соликамск | 604                | Соликамск — Екатеринбург |

### Сезонное движение поездов
| № поезда | Маршрут движения | № поезда | Маршрут движения |
| -------- | ---------------- | -------- | ---------------- |
| 591      | Приобье — Анапа  | 592      | Анапа — Приобье  |

## Туризм
Ст. Чусовская — важный транспортный узел для туристов. Через ст. Чусовская следуют электропоезда до ст. Пашия (Горнозаводск), через которые туристы следуют на сплавы по рекам Горнозаводского района Усьве, Койве, Вильве, Вижаю и др., либо на пешеходные маршруты на г. Колпаки, Чёртово Городище, г. Ослянка и др, либо в спелеопутешествия в пещеры Сухого и Ладейного лога, пещеры Мариинская, Тёмная, Кизеловская и др.